# Chimaera monstrosa
La quimera común (Chimaera monstrosa) es una especie de holocéfalo del orden Chimaeriformes propia del noreste de océano Atlántico y del mar Mediterráneo. Recibe diversos nombres vulgares según la región (borrico, gato, gata moixa, escopeta, guinea).
Parece preferir la plataforma continental superior entre los 300 y 500 m de profundidad, con un máximo confirmado de 1663 m. Es ovípara y la época de freza es en primavera y verano. Tiene un ciclo de vida muy lento, llegando a la madurez sexual entre los 11,2 y los 13,4 años, con una longevidad entre 26 y 30 años.
Tiene un aparato toxicóforo en el primer radio espinoso de la primera aleta dorsal. La glándula toxicófora se ubica en el surco caudal de dicho radio. Cuando se inyecta en la piel produce un intenso dolor de la zona.